# Ceann Comhairle
Ceann Comhairle, Przewodniczący Rady – speaker Dáil Éireann, izby niższej irlandzkiego parlamentu. Wybierany jest z członków Izby na pierwszej sesji po wyborach. Obecnym Ceann Comhairle jest Seán Ó Fearghaíl, a jego zastępcą (zwanym „Leas-Ceann Comhairle”) Michael Kitt.
Od przewodniczącego Izby wymagana jest bezpartyjność. Konstytucja stanowi, że aby przewodniczący mógł uniknąć nacisków politycznych nie musi startować w wyborach, ale automatycznie uzyskuje przedłużenie swojego mandatu na kolejną kadencję (liczba mandatów obsadzanych w jego okręgu wyborczym jest wtedy zmniejszana o 1). Do jego kompetencji należy udzielanie głosu deputowanym, którzy w swoich przemówieniach mają się zwracać do osoby przewodniczącego. Przedstawia projekty ustaw pod głosowanie i ogłasza ich wyniki. Może usunąć niezdyscyplinowanych deputowanych z sali obrad.
Przewodniczący Rady na mocy Konstytucji z urzędu jest członkiem Komisji Prezydenckiej.

## Zobacz także
- Lista przewodniczących Dáil Éireann